# 愈南公家庙
愈南公家庙，位于中国广东省惠州市博罗县龙华镇鹤溪村，为博罗县的一个县级文物保护单位，类型为古建筑，公布时间为1985年。
愈南公家庙的历史年代为清代。